# Kurt Tessmann
Kurt Wilhelm Emil Tessmann (* 10. September 1909 in Leipzig; † 1997 in München, abweichendes Todesjahr: 1962) war ein deutscher Maler und Illustrator von Kinderbüchern der 1950er- und 1960er-Jahre. Zu den bekanntesten Werken gehören seine Illustrationen zu den Lone-Mädchenbüchern von Poul Nörgaard.

## Werke (Auswahl)

### Einbandbilder
- Poul Nörgaard: Lone und Glück. Bertelsmann Lesering 1960.
- A. E. Weirauch: Das Schiff in der Flasche. Schneiderverlag um 1958.
- C. V. Rock: Billy als Detektiv. Hirundo-Jugendbuch 1965.
- Bernhard Stokke: Reiter unterm Nordlicht. Schneiderverlag 1958.
- Helge Haastorp: Mit Kajak und Hundeschlitten. Schneiderverlag 1958.
- John Habberton: Helens Kinderchen. Droemer Verlag 1954.
- Stephen W. Meader: Alle Achtung kleiner Bud. Droemer Verlag 1958.
- Guy de Maupassant: Bel Ami. Droemer Verlag 1952. (Schutzumschlag)
- Hubert Wolf: Wasko muss leben. Ensslin Jugendbuch 1953.
- Lise Gast: Die Erlenhofzwillinge. Ensslin Verlag 1957.
- Swen Wernström: Sombra, der Jaguar. Hirundo-Jugendbuch um 1965.
- Friederike Grassl: Amalendu. Cludius Verlag 1967.
- Renate Goedecke: Als Forscherin nach Australien. Schneiderverlag 1955.

### Illustrationen
- Albert G. Miller. Fury und die Mustangs. Engelbert Verlag 1965.
- Kurt Knaak: Fide, unser Dackel. Bertelsmann Lesering, Gütersloh 1957.